# Bursay
Bursay, né Louis Bruyas à Lyon le 24 avril 1738 et mort au cours de la Bataille de Friedland (aujourd'hui Pravdinsk, près de Kaliningrad) en Russie, le 14 juin 1807, est un comédien et dramaturge français. Il était membre de la prestigieuse Académie des Arcades de Rome.
Il débute à la Comédie-Française le 16 février 1761, par le rôle de Zamore dans Alzire de Voltaire. Le Mercure de France du mois de mars écrit : « Ce nouveau débutant est d'une figure agréable, & d'une taille avantageuse. L'organe de sa voix est naturellement beau. Il montre beaucoup de feu ». Reçu à l'essai, il quitte pourtant le Théâtre-Français peu de temps après pour entrer dans la troupe de Mademoiselle Montansier, détentrice du privilège des théâtres de Bretagne et de Normandie. Bursay y passe huit ans comme régisseur : il fait jouer la troupe notamment à Amiens, Rouen et Nantes.
En 1768, il se rend à Vienne et y fait la connaissance de Noverre, dont il devient l'ami.
De retour à Paris l'année suivante, il débute une seconde fois à la Comédie-Française le 15 janvier 1769, dans La Métromanie d'Alexis Piron et dans L'Époux par supercherie de Louis de Boissy. Après un nouveau séjour à Vienne en 1772, il joue à La Rochelle, puis est engagé au Théâtre de la Monnaie à Bruxelles pour la saison 1773-1774.
Il se rend ensuite à Marseille, où il joue de 1775 à 1780 (à l'exception de la saison 1778-1779 qu'il passe à Bruxelles), et y fait imprimer plusieurs pièces traduites de Kotzebue. Le 1er octobre 1776, il épouse à Marseille une fille de comédiens, Marie-Anne Moylin.
Engagé à Bruxelles en 1781, il y reste jusqu'en 1793 et y donne tant ses traductions de Kotzebue que ses propres pièces, dans lesquelles il joue les rôles principaux.
Sa belle-fille, Aurore Domergue, chanteuse de l'Opéra de Paris sous le nom de « Mlle Aurore », fera jouer ses pièces et ses traductions à Hambourg, Saint-Pétersbourg et Moscou sous le nom de « Mme Bursay ».

## Œuvres et traductions
- Artaxerce, d'après Métastase (Marseille, 1765, imprimé à Paris en 1765 et à Marseille en 1776)
- Orphée (Marseille, 1775)
- La Fête des Tigres (Marseille, 1779 ; Paris, 1782)
- L'Ami de Cour (Marseille, 1775, 1779 et 1780)
- Momus fabuliste ou le Mariage de Vénus et de Vulcain, comédie « remise au théâtre avec quelques changements » (Marseille, 1776)
- Les Indiens en Angleterre (Bruxelles, 14 mai 1792)
- Les Lois et les rois, ou le Bonheur des peuples (Bruxelles, 15 avril 1793)
- Le Perroquet ou la Récompense de l'amour filial (Bruxelles, 9 octobre 1793, non imprimé)
- L'Enseigne, ou le Jeune Militaire (Bruxelles, 29 août 1792, imprimé en 1799)
- Misanthropie et repentir (Bruxelles, 3 mai 1793, imprimé à Paris en 1799)